# Musclosus
Musclosus est un aurige (agitator) d'origine toscane. Il a concouru au nom des quatre factions du cirque : les Rouges (russata), les Blancs (albata), les Bleus (veneta) et les Verts (prasina). Il a remporté de nombreuses victoires et a reçu 682 palmes : 2 chez les Bleus, 3 chez les Blancs, 5 chez les Verts et finalement 672 chez les Rouges.

## Traduction
ILS, 5281 ; CIL 6, 10063 : « Aux dieux Mânes. A Musclosus agitator de la faction rouge d'origine toscane. » « Il remporta 682 palmes : 3 chez les Blancs, 5 chez les Verts, 2 chez les Bleus, et 672 chez les Rouges.  Apuleia Verecunda, son épouse, a fait élever ce monument pour son cher époux. »

## Sources
- ILS, 5281
- CIL 6, 10063